# Ernst Meyer-Leverkus
Ernst Meyer-Leverkus (* 15. September 1863 in Elberfeld; † 1942) war ein deutscher Unternehmer und Wirtschaftsfunktionär.

## Leben und Tätigkeit

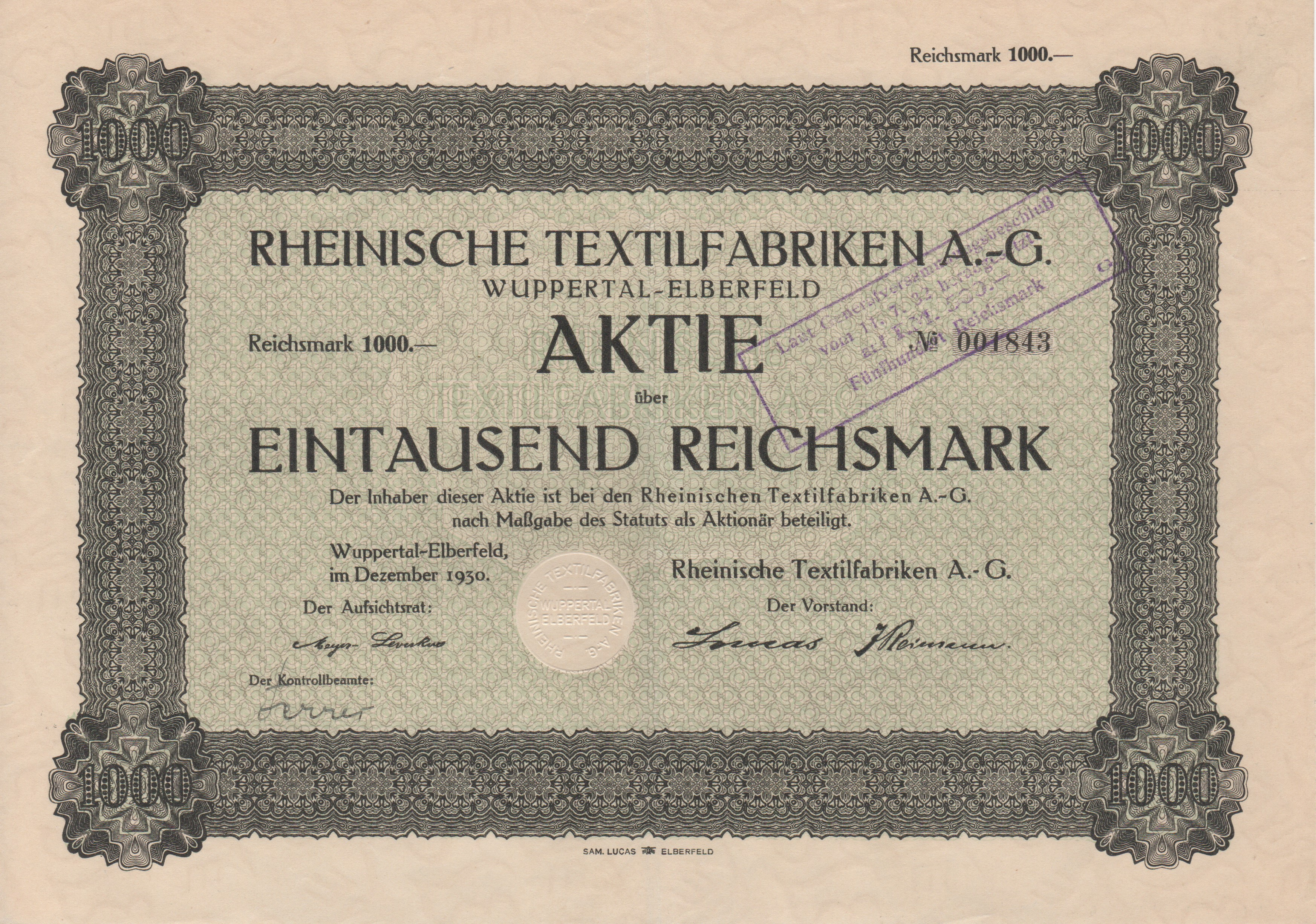
Aktie der Rheinischen Textilfabriken AG vom Dezember 1930 mit Unterschrift von Aufsichtsrat Meyer-Leverkus.

Meyer-Leverkus war ein Sohn des August Meyer. Nach dem Besuch des Gymnasiums und einigen Reisen trat Meyer 1884 in die väterliche Fabrik Reichmann & Meyer in Elberfeld ein. Später übernahm er die Fabrik Fritz Boeddinghaus Wwe. & Sohn, wodurch die Firma Boeddinghaus, Reichmann & Co. entstand. Seit 1900 leitete er beide Unternehmen, die er schließlich in Gesellschaften mit beschränkter Haftung umwandelte. 1910 hatte die Firma Boeddinghaus, Reichmann & Co. den Status einer Aktiengesellschaft.
Fortan war Meyer-Leverkurs Besitzer und Generaldirektor der Rheinischen Textilfabriken A.-G. in Elberfeld, einer mechanischen Weberei, die sich der Herstellung von Kleider- und Futterstoffen widmete. Zudem amtierte er als Präsident der Handelskammer für den Wuppertaler Industriebezirk.

## Familie
1890 heiratete er Amalie Leverkus und führte seither den Namen Meyer-Leverkus. Tochter Charlotte „Lotte“ heiratete am 30. Mai 1921 den Marineoffizier und späteren Admiral Karl Georg „Karlgeorg“ Wilhelm Otto Schuster.